# Експеримент
Експериме́нт (англ. experiment) — сукупність дослідів, об'єднаних однією системою їх постановки, взаємозв'язком результатів і способом їх обробки. Унаслідок експерименту отримують сукупність результатів, які допускають їхню сумісну обробку і зіставлення.

## Загальна характеристика
Експеримент — спроба, дослід, які потребують підтвердження чи спростування, форма пізнання, один з основних методів наукового дослідження, в якому вивчення явищ відбувається в доцільно вибраних або штучно створених умовах, що забезпечують появу тих процесів, спостереження яких необхідне для встановлення закономірних зв'язків між явищами. Важливими характеристиками експерименту є його надійність та валідність.
Експеримент відрізняється від спостереження активною взаємодією з досліджуваним об'єктом. Зазвичай, експеримент проводиться в рамках наукового дослідження і слугує для перевірки гіпотези, встановлення причинно-наслідкових зв'язків між явищами. Експеримент є базою емпіричного підходу до знань. Критерій Поппера висуває можливість постановки експерименту як головної відмінності наукової теорії від псевдонаукової. Експеримент — це науковий метод дослідження, який повторюється в описаних умовах необмежену кількість раз і дає ідентичні результати.

## Види експериментів
Класифікація експериментів:
1. За призначенням об'єкта експерименту: природничонаукові (хімічні, біологічні, фізичні), виробничі, педагогічні, соціологічні, економічні тощо.
2. За характером зовнішніх впливів на об'єкт дослідження: речовинні, енергетичні, інформаційні.
  - Речовинний експеримент передбачає вивчення впливу різних речовинних факторів на стан об'єкта дослідження, наприклад, вплив різних домішок на якість сталі.
  - Енергетичний експеримент використовують для вивчення впливу різних видів енергії (електромагнітної, механічної, теплової тощо) на об'єкт дослідження.
  - Інформаційний експеримент використовують для вивчення впливу інформації на об'єкт дослідження.
3. За характером об'єктів та явищ, що вивчаються в експерименті: технологічні, соціометричні тощо.
  - Технологічний експеримент спрямований на вивчення елементів технологічного процесу (продукції, обладнання, діяльності робітників тощо) або процесу в цілому.
  - Соціометричний експеримент використовують для вимірювання існуючих міжособистісних соціально-психологічних відносин у малих групах з метою їх подальшої зміни.
4. За структурою об'єктів та явищ, що вивчаються в експерименті: прості та складні.
  - Простий експеримент використовують для вивчення простих об'єктів, які мають у своєму складі невелику кількість взаємозв'язаних та взаємодіючих елементів, що виконують прості функції.
  - У складному експерименті вивчаються явища або об'єкти з розгалуженою структурою та великою кількістю взаємозв'язаних та взаємодіючих елементів, що виконують складні функції.
5. За способом формування умов проведення експерименту: природні та штучні.
  - Природні експерименти характерні для біологічних, соціальних, педагогічних, психологічних наук, наприклад, при вивченні соціальних явищ (соціальний експеримент) в обставинах, наприклад, виробництва, побуту тощо.
  - Штучні експерименти широко використовують у багатьох природничонаукових або технічних дослідженнях. У цьому випадку вивчаються явища, що ізольовані до потрібного стану, для того щоб оцінити їв в кількісному та якісному відношеннях.
6. За організацією проведення експерименту: лабораторні, натурні, польові, виробничі, відкриті або закриті тощо.
  - Лабораторні досліди проводять з використанням типових приладів, спеціальних моделюючих установок, стендів, обладнання тощо.
  - Натурний експеримент проводиться в природних умовах та на реальних об'єктах. Залежно від місця проведення натурні експерименти поділяють на виробничі, польові, полігонні тощо.
  - Експерименти можуть бути відкритими та закритими. Такі типи експериментів значно поширені в психології, соціології, педагогіці. У відкритому експерименті його завдання відкрито пояснюються тим, хто досліджується, у закритому — для одержання об'єктивних даних завдання експерименту приховуються.
7. За характером взаємодії засобу експериментального дослідження з об'єктом дослідження: звичайні та модельні.
  - Звичайний (класичний) експеримент включає експериментатора, об'єкт або предмет експериментального дослідження та засоби, за допомогою яких проводиться експеримент.
  - Модельний експеримент базується на використанні як об'єкта, що досліджується, моделі, яка може не тільки заміщувати в дослідженні реальний об'єкт, але і умови, в яких він вивчається.
8. За типом моделей, що досліджуються в експерименті: матеріальні та розумові.
  - Матеріальний експеримент є формою об'єктивного матеріального зв'язку свідомості з зовнішнім світом. У матеріальному експерименті використовують матеріальні об'єкти дослідження.
  - Розумовий (ідеалізований, уявний) експеримент є однією з форм розумової діяльності суб'єкта, у процесі якої в його уяві відтворюється структура реального експерименту, тобто засобами розумового експерименту є розумові моделі (чуттєві образи, образно-знакові моделі, знакові моделі).
9. За величинами, що контролюються в експерименті: пасивні та активні.
  - Пасивний експеримент передбачає вимірювання тільки вибраних показників (параметрів, змінних) в результаті спостереження за об'єктом без втручання в його функціонування.
  - Активний експеримент пов'язаний з вибором спеціальних вхідних сигналів (факторів) та контролює вхід та вихід системи, що досліджується.
10. За числом факторів, що варіюються в експерименті: однофакторні та багатофакторні.
  - Однофакторний експеримент передбачає: виділення необхідних факторів; стабілізацію факторів, що заважають; почергове варіювання факторів, що цікавлять дослідника.
  - Стратегія багатофакторного експерименту полягає в тому, що варіюються всі змінні відразу, і кожний ефект оцінюється за результатами всіх дослідів, що були проведені в даній серії досліджень.
11. За метою дослідження: перетворюючі, констатуючі, контролюючі, пошукові, вирішальні.
  - Перетворюючий (творчий) експеримент включає активну зміну структури та функцій об'єкта дослідження відповідно до висунутої гіпотези, формування нових зв'язків та відносин між компонентами об'єкта або між досліджуваним об'єктом та іншими об'єктами.
  - Констатуючий експеримент використовують для перевірки відповідних передбачень. У процесі такого експерименту констатується наявність визначеного зв'язку між впливом на об'єкт дослідження та результатом.
  - Контролюючий експеримент зводиться до контролю за результатами зовнішніх впливів на об'єкт дослідження з урахуванням його стану, характеру впливу та ефекту, що очікується.
  - Іноді виникає необхідність провести пошукові експериментальні дослідження. Вони необхідні в тому випадку, якщо виникають труднощі в класифікації всіх факторів, що впливають на явище, яке вивчається внаслідок відсутності достатньої кількості попередніх даних.
  - Вирішальний експеримент ставиться для перевірки справедливості основних положень фундаментальних теорій у тому випадку, коли дві або декілька гіпотез однаково узгоджуються з багатьма явищами. Така узгодженість призводить до труднощів у визначеності правильності гіпотез. Вирішальний експеримент відповідає на питання «так чи ні?».

При моделюванні фізичного об'єкта розрізняють пасивний експеримент та активний експеримент.

### Пасивний експеримент
Пасивний експеримент — експеримент, при якому інформація про досліджуваний об'єкт накопичується шляхом пасивного спостереження, тобто інформацію отримують в умовах звичайного функціонування об'єкта.
При пасивному експерименті існують лише фактори у вигляді вхідних контрольованих, але некерованих змінних, і експериментатор перебуває в становищі пасивного спостерігача. Завдання планування в цьому випадку зводиться до оптимальної організації збору інформації та вирішення таких питань, як вибір кількості та частоти вимірювань, вибір методу обробки результатів вимірювань.
Найчастіше метою пасивного експерименту є побудова математичної моделі об'єкта, яка може розглядатися або як добре, або як погано організований об'єкт. У добре організованому об'єкті мають місце певні процеси, в яких взаємозв'язку вхідних і вихідних параметрів встановлюються у вигляді детермінованих функцій. Тому такі об'єкти називають детермінованими. Погано організовані або дифузні об'єкти являють собою статистичні моделі. Методи дослідження з використанням таких моделей не вимагають детального вивчення механізму процесів і явищ, що протікають в об'єкті.
Прикладом пасивного експерименту може бути аналіз роботи схеми, яка не має входів, тільки виходи, і вплинути на її роботу неможливо. Хорошим прикладом пасивного експерименту з дифузним об'єктом є вимірювання метеорологічних параметрів (температури, швидкості вітру і т. д.) при природних катаклізмах.

### Активний експеримент
Активний експеримент — метод емпіричного дослідження, що базується на активному та цілеспрямованому впливі суб'єкта на досліджуваний об'єкт шляхом створення контрольованих та керованих умов і фіксації реакції об᾽єкта на цей вплив.
Активний експеримент дозволяє швидше й ефективніше вирішувати завдання дослідження, але складніший, вимагає великих матеріальних витрат і може перешкодити нормальному ходу технологічного процесу. Іноді відсутня можливість проведення активного експерименту (наприклад, при дослідженні явищ природи). Проте, враховуючи переваги активного експерименту, тоді, коли це можливо, перевагу віддають йому. При активному експерименті фактори повинні бути керованими і незалежними.
Активний експеримент припускає можливість впливу на хід процесу. При плануванні активного експерименту вирішується завдання рейтингового вибору факторів, що істотно впливають на об'єкт дослідження, і визначення відповідного числа проведених дослідів. Збільшення числа включених у розгляд чинників призводить до різкого зростання числа дослідів, зменшення — до істотного збільшення похибки досліду. Фактор вважається заданим тільки тоді, коли при його виборі вказується його область визначення — сукупність значень, які може приймати цей фактор. В експерименті використовують обмежену частину області визначення. Вибрані фактори повинні бути однозначно керованими і операційним, тобто піддаються регулюванню з підтриманням на заданому рівні протягом всього досвіду при дотриманні послідовності необхідних для цього дій. Повинна бути призначена також точність вимірювання факторів у вибраному діапазоні вимірювання.
Сукупності факторів повинні відповідати вимогам сумісності і незалежності. Дотримання першої вимоги означає, що всі комбінації факторів здійсненні і безпечні, друге — можливість встановлення фактору на будь-якому рівні незалежно від рівнів інших факторів.
В сучасних експериментальних дослідженнях технологічних процесів широко застосовується планування експерименту.

## Методологія експериментальних досліджень
Методологія експерименту — це загальна структура (методика) експерименту, тобто постановка та послідовність виконання експериментальних досліджень.
Експеримент включає такі основні етапи:
1. розроблення плану — програми експерименту;
2. оцінку вимірювання та вибір засобів для проведення експерименту;
3. проведення експерименту;
4. обробку та аналіз експериментальних даних.

Наведена кількість етапів характерна для традиційного експерименту. Разом з цим останнім часом широко використовують математичну теорію експерименту, яка дозволяє значно підвищити точність та зменшити обсяг експериментальних досліджень.
У цьому випадку експеримент включає такі етапи: розроблення плану — програми експерименту; оцінку вимірювання та вибір засобів для проведення експерименту; математичне планування експерименту з одночасним проведенням експериментального дослідження, обробкою та аналізом одержаних даних.

### Етапи експериментального дослідження
Розроблення плану-програми експерименту. План-програма включає найменування теми дослідження, робочу гіпотезу, методику експерименту, план створення експериментальної ситуації, перелік необхідних матеріалів, приладів, установок, список виконавців експерименту, календарний план робіт і кошторис витрат на виконання експерименту. В ряді випадків до плану-програми включають роботи з конструювання та виготовлення приладів, апаратів, пристроїв, їх методичне обстеження, а також програми дослідних робіт на підприємствах.
Одним з найбільш важливих етапів складання плану-програми є визначення мети і завдань експерименту. Чітко обґрунтовані завдання — це вагомий внесок у їх вирішення. Кількість завдань повинне бути невеликим. Для конкретного (некомплексного) експерименту оптимальна кількість завдань 3 — 4. У великому комплексному експерименті їх може бути 8 — 10.
Основа плану-програми — методика проведення експерименту. В методиці детально проєктують процес проведення експерименту. Спочатку складають послідовність (черговість) проведення операцій вимірювань та спостережень. Потім ретельно описують кожну операцію окремо з урахуванням вибраних засобів для проведення експерименту. Особливу увагу приділяють методам контролю якості операцій, які повинні забезпечувати при мінімальній (раніше встановленій) кількості вимірів високу надійність та задану точність. Розробляють форми журналів для запису результатів вимірів та спостережень.
Важливим розділом методики є вибір методів обробки та аналізу експериментальних да-них. Обробка даних зводиться до систематизації всіх цифр, класифікації, аналізу. Результати експериментів повинні бути зведені до таких форм запису — таблиць, графіків, формул, номограм, які дозволяють швидко та доброякісно співвідносити одержані результати.
Особливу увагу в методиці приділяють математичним методам обробки та аналізу одержаних дослідних даних — встановленню емпіричних залежностей, апроксимації зв'язків між варіюючими характеристиками, встановленню критеріїв тощо.
Після розроблення методики визначають обсяг та трудомісткість експериментальних досліджень, які залежать від глибини теоретичних розробок, ступеня точності прийнятих засобів вимірювання. Чим чіткіше сформульована теоретична частина дослідження, тим менший обсяг експерименту. На обсяг та трудомісткість експерименту істотно впливає і вид експерименту.
Після встановлення обсягу експериментальних робіт складають перелік необхідних засобів вимірювання, матеріалів, список виконавців, календарний план та кошторис витрат.
Не менш важливим є неодмінне розроблення в рамках плану-програми експериментального дослідження, так званого плану створення експериментальної ситуації.
Експериментальна ситуація — це сукупність умов, за яких проводиться експеримент. План створення експериментальної ситуації завжди пов'язаний не лише з завданнями, методикою, але і з конкретним об'єктом, на якому потрібно вирішувати поставлені завдання та реалізовувати саму методику. На завершення план-програму експериментального дослідження розглядає науковий керівник, обговорюють в науковому колективі та затверджують в установленому порядку.
Оцінка вимірювання та вибір засобів для проведення експерименту. Обґрунтування засобів вимірювання — це вибір необхідних для спостережень та вимірювань приладів, обладнання, машин, апаратів тощо. Засоби вимірювання можуть бути вибрані стандартні або за їх відсутності виготовлені самостійно.
Дуже відповідальною частиною є встановлення точності вимірів та похибок. Методи вимірювання повинні базуватися на законах спеціальної науки — метрології.
Проведення експерименту. Проведення експерименту є найважливішим та трудомістким етапом. Експериментальні дослідження необхідно проводити відповідно до затвердженого плану-програми і особливо методики експерименту. Розпочинаючи експеримент, остаточно уточнюють методику його проведення, послідовність випробувань.
Обробка та аналіз експериментальних даних. Завершується експеримент переходом від емпіричного вивчення до обробки отриманих даних, логічних узагальнень, аналізу і теоретичної інтерпретації отриманого фактичного матеріалу.

### Загальні вимоги до проведення експерименту
При проведенні експерименту потрібно дотримуватися таких загальних вимог:
- об'єкт дослідження повинен допускати можливість опису системи змінних, що визначають його функціонування;
- потрібно мати можливість проведення якісних та кількісних вимірів факторів, які впливають на об'єкт дослідження, зміну його стану або поведінки під час експерименту;
- опис об'єкта експериментального дослідження потрібно проводити в системі його складових;
- потрібне обов'язкове визначення та опис умов існування об'єкта дослідження (галузь, тип виробництва, умови праці тощо);
- потрібно мати чітко сформульовану експериментальну гіпотезу про наявність причинно-наслідкових зв'язків;
- необхідне предметне визначення понять сформульованої гіпотези експерименту;
- потрібне обґрунтоване виділення незалежної та залежної змінних;
- потрібний обов'язковий опис специфічних умов діяльності об'єкта дослідження (місце, час, соціально-економічна ситуація тощо).

## Обробка результатів експерименту

### Методи графічної обробки результатів експерименту
При обробці результатів вимірів та спостережень широко використовують методи графічного зображення. Графічне зображення надає найнаочніше уявлення про результати експерименту, дозволяє краще пізнати фізичну сутність досліджуваного процесу, виявити загальний характер функціональної залежності змінних величин, що вивчаються, встановити наявність максимуму або мінімуму функції.
Для графічного зображення результатів досліджень, як правило, використовують систему прямокутних координат. Якщо аналізується графічним методом функція y=f(x), то наносять в системі прямокутних координат значення x1 y1, x2 y2, …, xn yn. Перш ніж будувати графік, необхідно знати хід (перебіг) досліджуваного явища. Як правило, експериментатор має орієнтовне уявлення про якісні закономірності та форму графіка з теоретичних досліджень.
Точки на графіку необхідно з'єднувати плавною лінією таким чином, щоб вона проходила найближче до всіх експериментальних точок. Якщо з'єднати точки прямими відрізками, то одержимо ламану криву. Вона характеризує зміну функції за даними експерименту. Звичайно функції мають плавний характер. Тому при графічному зображенні результатів дослідження слід проводити між точками плавні криві. Різке викривлення графіка пояснюється похибками вимірів. Якби експеримент повторили з використанням засобів вимірювання вищої точності, то одержали б менші похибки, а ламана крива більше відповідала б плавній кривій.
Однак можуть бути і винятки, тому що іноді досліджуються явища, для яких у визначених інтервалах спостерігається швидка стрибкоподібна зміна однієї з координат. У таких випадках необхідно особливо ретельно з'єднувати точки кривої.
Інколи при побудові графіка спостерігається різке віддалення однієї або двох точок від кривої. У цьому випадку спочатку потрібно проаналізувати фізичну сутність явища, і якщо немає підстав до стрибку функції, то таке різке відхилення можна пояснити грубою похибкою.
Часто при графічному зображенні результатів експерименту доводиться мати справу з трьома змінними b=f(x, y, z). У цьому випадку використовують метод розділення змінних. Одній з величин z у межах інтервалу вимірів (z1 — zn) надають кілька послідовних значень. Для двох інших змінних х та y будують графіки функцій y=fi (x) при zi = const. У результаті на одному й тому самому графіку одержують сімейство кривих y=fi (x) для різних значень z.
При графічному зображенні результатів експерименту великого значення набуває вибір масштабів та координатної сітки.
Координатні сітки бувають рівномірні та нерівномірні. У рівномірних координатних сіток ординати та абсциси мають рівномірну шкалу.
Нерівномірну координатну сітку використовують для більшої наочності у випадках, коли функція має різко змінюваний характер. З нерівномірних координатних сіток найбільшого поширення набули напівлогарифмічні, логарифмічні та імовірнісні.
Напівлогарифмічна сітка має рівномірну шкалу на ординаті та логарифмічну шкалу на абсцисі.
Логарифмічна координатна сітка має на двох осях логарифмічні шкали. Імовірнісні координатні сітки мають на ординаті, як правило, рівномірну шкалу, а на осі абсцис — імовірнісну шкалу.
Доцільність використання нерівномірної функціональної сітки пояснюється, крім вищезазначеного, бажанням представити функцію, що досліджується, у вигляді прямої, що підвищує точність побудови. При цьому здійснюється так зване вирівнювання, тобто криву, що побудована за дослідними даними, представляють лінійною функцією.
У деяких випадках будують номограми, які істотно полегшують використання для систематичних розрахунків складних теоретичних та емпіричних формул у відповідних межах зміни величин.
Номограма (від грец. nomos — закон та gramma — риска, буква, писемний знак, зображення) — креслення, яке є зображенням функціональних залежностей, які використовують для одержання (без розрахунків) приблизних розв'язань рівнянь.

### Аналітична обробка результатів експерименту
У процесі експериментальних вимірів звичайно одержують статистичний ряд вимірів двох величин, які об'єднуються функцією y=f(x). Кожному значенню функції y1, …, уп відповідає відповідне значення аргумента х1, х2, …, хп.
На основі експериментальних даних можна підібрати алгебраїчні вирази, які називають емпіричними формулами. Такі формули підбирають лише у межах виміряних значень аргумента х1 — хп. Емпіричні формули мають тим більшу цінність, чим більше вони відповідають результатам експерименту. Досвід показує, що емпіричні формули є незамінними для аналізу виміряних величин. До емпіричних формул висувають дві основні вимоги — по можливості вони повинні бути найпростішими та точно відповідати експериментальним цим у межах зміни аргументу. Таким чином емпіричні формули є приблизним виразом аналітичних.
Заміну точних аналітичних виразів приблизними, простішими називають апроксимацією, а функції апроксимуючими. Процес підбору емпіричних формул складається з двох етапів. На першому етапі дані вимірів наносять на сітку прямокутних координат, поєднують експериментальні точки плавною кривою і вибирають орієнтовно вид формули. На другому етапі обчислюють параметри формул, які найкраще відповідали б прийнятій формулі. Підбір емпіричних формул необхідно починати з найпростіших виразів.
Криві, що побудовані за експериментальними точками, вирівнюють за допомогою статистичних методів. Наприклад, методом вирівнювання, який полягає в тому, що криву, яку побудовано за експериментальними точками, представляють лінійною функцією. Для знаходження параметрів заданих рівнянь часто використовують метод середніх та найменших квадратів.
Для дослідження закономірностей між явищами (процесами), які залежать від багатьох факторів, використовують кореляційний аналіз.
У процесі проведення експерименту виникає потреба перевірити відповідність експериментальних даних теоретичним передумовам, тобто перевірити гіпотезу дослідження. Перевірка експериментальних даних на адекватність необхідна також у всіх випадках на стадії аналізу теоретико-експериментальних досліджень. У практиці адекватності використовують різні критерії: Фішера, Пірсона, Романовського.

## Планування експерименту
Планування експерименту — процедура вибору числа та умов проведення дослідів, необхідних та достатніх для вирішення задачі досліджень із заданою точністю.
Розрізняють два підходи планування експерименту:
- класичний, при якому по черзі змінюється кожен фактор до визначення часткового максимуму при постійних значеннях інших факторів,
- статистичний, де одночасно змінюють багато факторів.

Суттєвими моментами є[джерело?]:
- мінімізація числа дослідів;
- одночасне варіювання всіма параметрами;
- використання математичного апарата, який формалізує дії експериментатора;
- вибір чіткої стратегії, що дозволяє приймати обґрунтовані рішення після кожної серії експериментів.

Загалом розрізняють такі експериментальні плани[джерело?]:
- дисперсійного аналізу;
- відбору суттєвих факторів;
- багатофакторного аналізу;
- одержання поверхні відгуку;
- динамічних задач планування;
- вивчення механізмів явищ;
- побудови діаграм «склад — властивість», «склад — стан».